# Страшният съд (Микеланджело)
Страшният съд е фреска от италианския ренесансов художник Микеланджело над олтара на Сикстинската капела във Ватикана. Изрисувана е за четири години, между 1536 г. и 1541 г., като работата по нея е започната 20 години след тази по тавана на Сикстинската капела. Поръчана е от папа Климент VII.

## Описание
Фреската представя второто слизане на Христос на земята и Страшният съд, който очаква всички грешници.
Христос се намира в средата и се вижда как отделя праведниците от дясната си страна, а грешниците – от лявата. Под него вляво се виждат грешниците, както и демоните, които ще ги мъчат за вечни времена. Вдясно се виждат праведниците, които се възнасят от гробовете си с помощта на ангели, за да заживеят вечен живот на небето.
Точно до Христос е Ева, а около него са светци, повечето от които са умрели от мъчителна смърт. Те могат да бъдат познати по това, че носят уреда причинил смъртта им. Св. Екатерина носи част от колело, защото е разпъната на колело; Лаврентий Римски държи скарата, върху която е изпечен жив; св. Себастиян държи стрели, защото тялото му е прободено от стрели до смърт; Вартоломей държи кожата си, тъй като е бил одран жив, като кожата е автопортрет на Микеланджело.
Фреската е подчертано по-мрачна в сравнение с тавана, което се отдава на вървящата по това време Протестантска реформация и загърбването на хуманизма от страна на католическата църква.

## Реакции
Страшният съд става обект на вътрешни диспути в църквата, тъй като някои смятат, че Микеланджело използва творбата за демонстрация на своята техника на рисуване и майсторството си, отколкото за канонично изобразяване на светците.
Папският церемониал-майстор Биаджо де Чезена заявява: „...изключително гнусно е, че на такова свято място трябва да са всички тези голи фигури, които се показват така безсрамно...“ и че творбата не е за папска капела, а „...за публични бани и таверни“. За отмъщение, Микеланджело вгражда портрета на де Чезена в лицето на Минос, съдника на подземното царство, като му добавя магарешки уши, символизиращи глупост и прикрива голотата му с увиващи се около него змии. Твърди се, че когато Чезена се оплакал на папата, последният му отвърнал шеговито, че неговата власт не се простира до ада, така че портретът ще остане в този вид.
Трентския събор взима решение всички гениталии да бъдат покрити и художникът Даниеле де Волтера изрисува върху тях парчета плат след смъртта на Микеланджело. Декретът на събора гласи: „Всяко суеверие трябва да се отстрани...; похотливостта да се избягва; всички фигури трябва да бъдат рисувани или украсявани, тъй щото да не събуждат желание...‟. Това действие става известно като „Кампания смокиново листо‟.

## Реставрация
Между 1980 г. и 1994 г. се провежда реставрация под ръководството на куратора на Ватиканските музеи Фрабрицио Манчинели.
Изскачат редица детайли, покрити от натрупаните с години мръсотия и пушек.
По време на реставрацията се премахват поне половината от цензурираните по време на кампанията „Смокиново листо‟ гениталии, разкривайки включително че фигурата под и леко вдясно от св. Вартоломей е всъщност жена, въпреки че дълго време преди това се е смятало, че това е мъж.
Също така се разкрива, че змиите, увиващи се около изобразения като Минос Биаджо де Чезена всъщност са захапали гениталиите му.

## Слънчев символизъм
Картината се отличава от традиционното изобразяне на Страшния съд.
Първо, композицията е центрирана около Христос в средата вместо да спазва традиционните три пласта – небе, земя, ад.
Второ, Христос е без брада, мускулест, заобиколен от светлина, което доста е доближава до изобразяванията на гръцкия бог на слънцето Аполон.
Известно е, че седмица преди да поръча Страшния съд папа Климент VII се е запознал с хелиоцентричния модел на Коперник и е възможно фреската да е алегория към това. 